# Al-Bakara

Al-Bakara w kaligrafii arabskiej

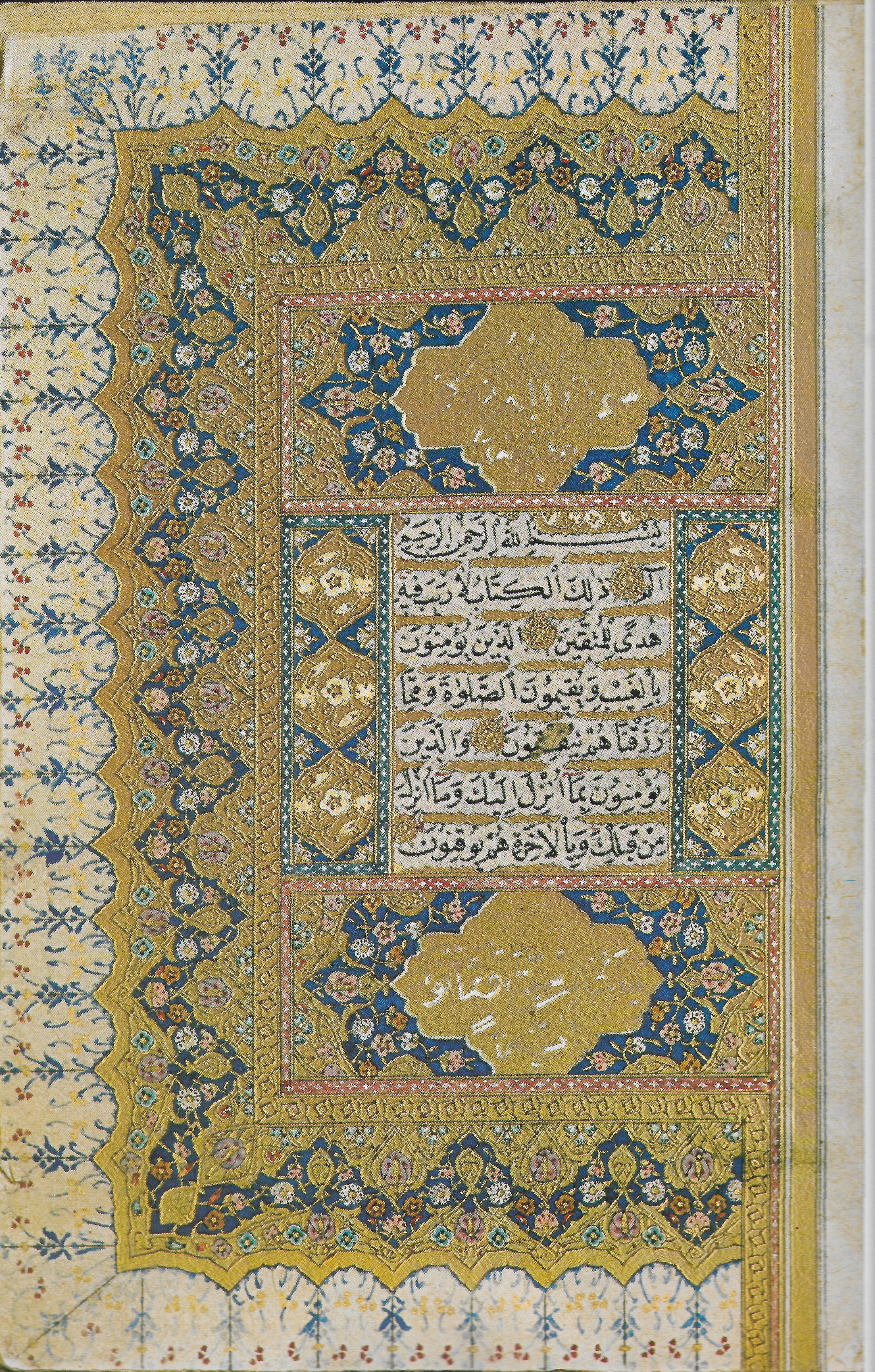
Początek sury Al-Bakara w rękopisie Koranu z 1715 roku. Biblioteka Narodowa i Archiwum Egiptu

Al-Bakara (arab. ‏سورة البقرة‎, pol. krowa) – druga i najdłuższa sura Koranu. Składa się z 286 aja. Jest to sura medyńska, czyli objawiona po Hidżrze. Jednak dwie ostatnie aje są klasyfikowane przez egzegetów muzułmańskich jako mekkańskie. Sura jest jedną z 29 sur, które zaczynają się od muqattaʿat, lub „tajemniczych liter”. Sura ta nakazuje muzułmanom by unikali kłótni i nie uciskali poddanych im Żydów i animistów, lecz raczej nakłaniali ich do przyjęcia islamu za pomocą argumentów. Zawiera też dużą ilość przepisów prawnych.
Jest to jedna z pierwszych sur, która była znana z nazwy poza światem islamu – Jan z Damaszku w dziele z 730 roku wspomina o muzułmańskim „tekście Krowy”, nie identyfikując go jednak jako część Koranu.

## Nazwa
Sura al-Bakara została nazwana od sporu Izraelitów z Mojżeszem o złożenie w ofierze krowy, żeby sprawdzić, kto zabił nieżywego człowieka. To wydarzenie jest opisane w wersach 2:67-74. W surze jest też omówiona sytuacja, w której Mojżesz (Musa) skrytykował Żydów za oddawanie czci złotemu cielcowi.

## Ważne wersety
Sura al-Bakara zawiera wiele ważnych wersetów. Oto niektóre z nich:
- 2:62. Jego tematem jest pozytywny stosunek Koranu do monoteistycznych religii niemuzułmańskich:

Zaprawdę, ci, którzy uwierzyli, ci, którzy wyznają judaizm, chrześcijanie i sabejczycy, i ci, którzy wierzą w Boga i w Dzień Ostatni i którzy czynią dobro, wszyscy otrzymają nagrodę u swego Pana; i nie odczują żadnego lęku, i nie będą zasmuceni! (tłum. Józef Bielawski)
- 2:173 Jego tematem jest żywność zakazana w islamie:

On zakazał wam tylko: padliny, krwi i mięsa wieprzowego, i tego, co zostało złożone na ofiarę czemuś innemu niż Bogu. Lecz ten, kto został do tego zmuszony, a nie będąc buntownikiem ani występnym, nie będzie miał grzechu. Zaprawdę; Bóg jest przebaczający, litościwy! (tłum. Józef Bielawski)
- 2:190-194. Ich tematem jest natura dżihadu:

Zwalczajcie na drodze Boga tych, którzy was zwalczają, lecz nie bądźcie najeźdźcami. Zaprawdę; Bóg nie miłuje najeźdźców! I zabijajcie ich, gdziekolwiek ich spotkacie, i wypędzajcie ich, skąd oni was wypędzili – Prześladowanie jest gorsze niż zabicie. – I nie zwalczajcie ich przy świętym Meczecie, dopóki oni nie będą was tam zwalczać. Gdziekolwiek oni będą walczyć przeciw wam, zabijajcie ich! – Taka jest odpłata niewiernym! – Ale jeśli oni się powstrzymają... – zaprawdę, Bóg jest przebaczający, litościwy! I zwalczajcie ich, aż ustanie prześladowanie i religia będzie należeć do Boga. A jeśli oni się powstrzymają, to wyrzeknijcie się wrogości, oprócz wrogości przeciw niesprawiedliwym! Miesiąc święty za miesiąc święty. Rzeczy święte podlegają talionowi. A jeśli kto odnosi się wrogo do was, to i wy odnoście się wrogo do niego, podobnie jak on odnosi się wrogo do was. I bójcie się Boga! I wiedzcie, że Bóg jest z bogobojnymi! (tłum J. Bielawskiego).
- 2:255 – „Werset Tronu” (Ajat ul-Kursī). Ważna modlitwa odmawiana przez muzułmanów szczególnie w niebezpieczeństwie:

Bóg! Nie ma boga, jak tylko On – Żyjący, Istniejący! Nie chwyta Go ni drzemka, ni sen. Do Niego należy to, co jest w niebiosach, i to, co jest na ziemi! A któż będzie się wstawiał u Niego inaczej jak za Jego zezwoleniem? On wie, co było przed nimi, i On wie, co będzie po nich. Oni nie obejmują niczego z Jego wiedzy, oprócz tego, co On zechce. Jego tron jest tak rozległy jak niebiosa i ziemia; Jego nie męczy utrzymywanie ich. On jest Wyniosły, Ogromny! (tłum. Józef Bielawski)
- 2:256 – zakaz nawracania siłą:

Nie ma przymusu w religii! [...]
Ta aja stała się szczególnie słynna po tym, jak papież Benedykt XVI zacytował ją podczas swego przemówienia w Ratyzbonie.